# Apamea signata
Apamea signata là một loài bướm đêm trong họ Noctuidae.